# Betfred
Betfred est une société de paris britannique située à Warrington fondée par Fred et Peter Done. Elle compte en février 2016 1 370 magasins.

## Histoire

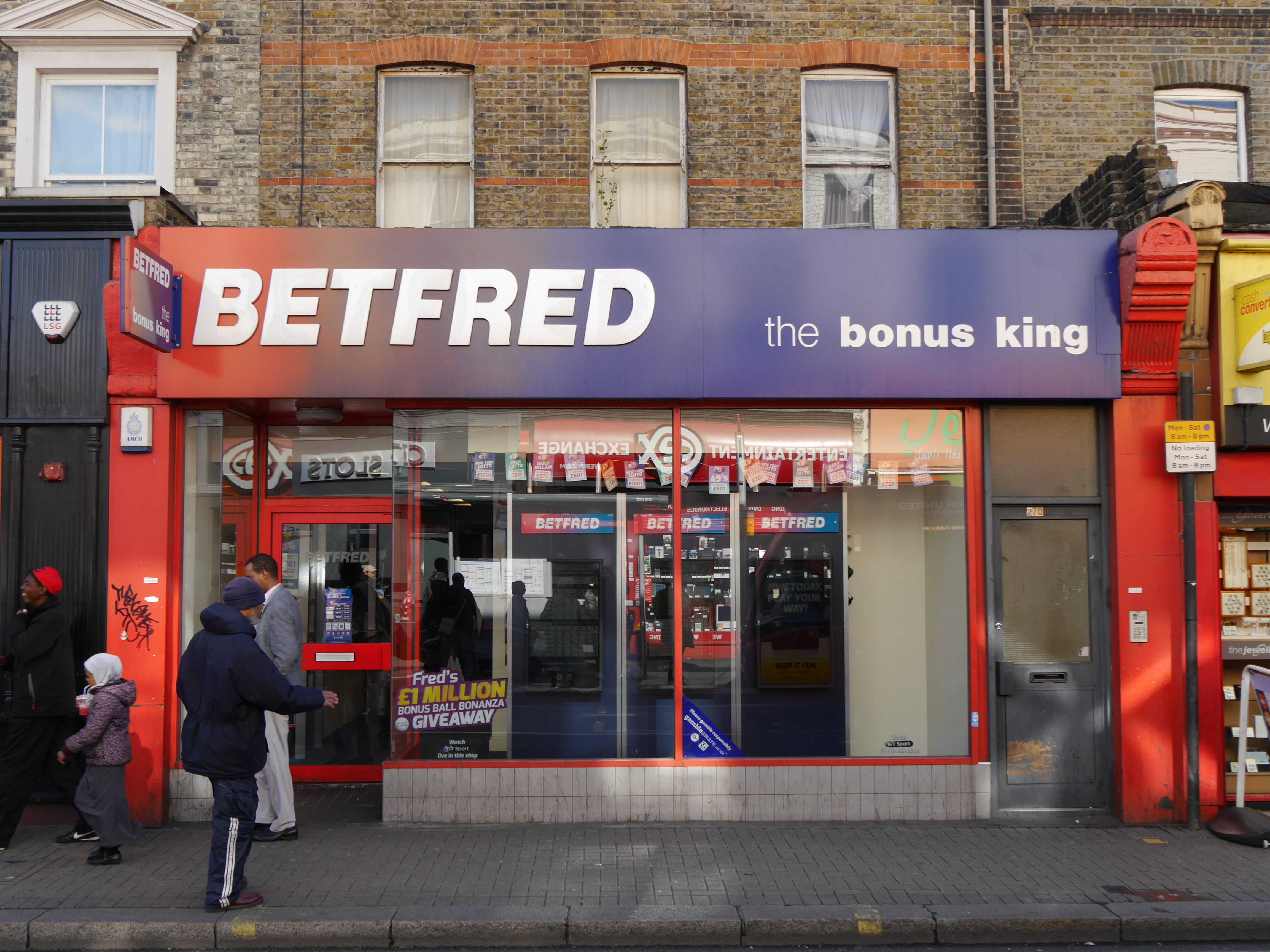
Betfred, North End Road, Fulham, Londres (2015)

Done Bookmakers a été créé pour la première fois en tant que boutique unique à Ordsall, Salford en 1967. Fred Done a financé la première boutique de Done Bookmakers avec le capital obtenu grâce à un pari gagnant qu'il a placé sur la victoire de l'Angleterre à la Coupe du monde 1966. En 1997, Done Bookmakers a acquis la chaîne de bookmakers Robert Walker, portant leur nombre total de boutiques à cent. Une combinaison de croissance organique et par acquisition a fait de Betfred le plus grand bookmaker indépendant de détail au Royaume-Uni.
En 2000, le nombre total de boutiques à travers le pays était passé à deux cents, et en 2002, Done Bookmakers a ouvert sa première boutique dans la région du Grand Londres.
Le nom actuel Betfred a été utilisé pour la première fois en 2004. En 2004, Betfred a également lancé sa plateforme numérique Betfred.com et propose des paris sportifs, un casino en ligne, des jeux en ligne, du bingo, des loteries, du poker en ligne et des sports virtuels, ainsi que des paris sur les courses de chevaux. En novembre 2004, un client de Betfred est devenu le premier millionnaire des bookmakers ; un client connu uniquement sous le nom de Ken a sélectionné six gagnants au totescoop6 et a empoché 1 132 657 £ dans une boutique de Salford.
L'expansion de Betfred dans le secteur de la vente au détail s'est poursuivie avec l'ouverture de boutiques à travers le Royaume-Uni. La cinq centième boutique de Betfred a ouvert à Cardiff en 2005. En 2013, l'entreprise a créé Betfred TV, une chaîne interne disponible dans toutes les boutiques, tant en centre-ville que sur les hippodromes. C'était la première du genre au Royaume-Uni.
Fred Done a été le premier bookmaker à payer avant la fin (c'est-à-dire avant que le résultat soit garanti), lorsqu'en mars 1998, il a payé les joueurs qui avaient parié sur la victoire de Manchester United F.C. dans la Premier League, alors que Arsenal a finalement devancé United d'un point.
Lors de la saison 2004–2005 de la Premier League, Done a perdu 1 million de livres sterling contre un autre bookmaker, Victor Chandler, en misant cette somme sur le fait que Manchester United terminerait devant Chelsea. Le pari a été proposé à d'autres bookmakers de renom, mais seul Chandler a accepté l'offre. Chelsea a terminé 18 points devant Manchester United et a remporté son premier titre de Premier League sous la direction de José Mourinho.
Betfred a également versé des gains anticipés sur la victoire de Manchester United lors de la 2011–12 Premier League, mais Manchester City les a devancés à la différence de buts.
En avril 2010, il a été largement rapporté que Fred Done faisait partie du consortium des "Red Knights" qui envisageait d'acheter le club anglais de Premier League, Manchester United, à la famille Glazer. Les rapports se sont avérés incorrects, mais Done est resté détenteur d'un abonnement de saison à Old Trafford.
En juillet 2017, Betfred exploitait plus de 1 650 boutiques à travers le Royaume-Uni, à la suite de l'achat de 322 boutiques dans le cadre de la fusion entre les autres bookmakers Ladbrokes et Coral en octobre 2016. Betfred exploite également des boutiques sur cinquante et un hippodromes à travers le pays, dont Newmarket, Epsom et Cheltenham. En août 2017, Betfred a nommé l'ancien footballeur de Nottingham Forest et de l'équipe d'Angleterre Stuart Pearce comme ambassadeur de sa marque. La société considérait que Pearce était l'incarnation de Betfred : sans complication.
En septembre 2017, Betfred a célébré ses 50 ans d'activité. Un documentaire sur l'histoire de l'entreprise a été diffusé sur la chaîne officielle de Betfred sur YouTube,. En juillet 2018, Betfred a remporté un procès contre HM Revenue & Customs (HMRC). Le jugement stipule que Betfred a payé un excédent de taxe sur la valeur ajoutée (TVA), et pourrait bénéficier d'un remboursement de 100 millions de livres sterling.
En novembre 2018, le parieur David Smith a intenté un procès contre Betfred après avoir prétendu avoir remporté un jackpot de 212 000 £, en ayant par erreur écrit "Bailarico", un cheval perdant, sur le bulletin de pari, au lieu de "Bialco", un cheval gagnant. L'arbitre des paris, IBAS, a statué contre lui.

## Sponsoring
En janvier 2017, la société devient le sponsor officiel de la Super League, championnat professionnel de rugby à XIII, pour deux ans.
En 2023,la société devient sponsor officiel du Epsom Derby et des Oaks disputées sur l’hippodrome d’Epsom